# Симари Биркнер, Кристиан Хавьер
Кристиан Хавьер Симари Биркнер (исп. Cristian Javier Simari Birkner, род. 4 октября 1980 года, Сан-Карлос-де-Барилоче, Аргентина) — аргентинский горнолыжник, участник четырёх подряд зимних Олимпийских игр и 14 подряд чемпионатов мира (1997—2023), многократный победитель общего зачёта Кубка Южной Америки и многократный чемпион Аргентины, представитель известной династии аргентинских горнолыжников.

## Спортивная биография
Кристиан родился в семье знаменитых аргентинских горнолыжников, поэтому заниматься горными лыжами он начал в самом раннем детстве под руководством отца. На соревнованиях под эгидой FIS Симари Биркнер начал выступать с 1995 года. В том же году Кристиан стал выступать в Южноамериканском Кубке. За свою карьеру аргентинец 13 раз становился победителем общего зачёта Кубка Южной Америки. Со временем аргентинец стал выступать и в Североамериканском Кубке и в Кубке Европы, где Кристиану нередко удавалось попадать в очковую зону. 14 декабря 1998 года Симари Биркнер дебютировал в Кубке мира на этапе в итальянском городе Сестриере. Несмотря на большое количество участий в мировом кубке, на счету аргентинца всего лишь одно попадание в очковую зону. В феврале 2012 года на этапе в Сочи Кристиан занял 26-е место в суперкомбинации. В 2013 году Хорхе выступил на чемпионате мира. Лучшим результатом стало 43-е место в супергиганте. 5 раз Симари Биркнер выступал на молодёжных чемпионатах мира и наилучшим результатом для него стало 8-е место в слаломе в 2000 году. На взрослых чемпионатах мира аргентинец дебютировал в 1997 году. Всего на счету Кристиана участие в 14 мировых первенствах, но высоких мест ему добиться не удалось. Лишь трижды Симари Биркнер пробивался в двадцатку сильнейших, заняв 17-е места в 2003 году в гигантском слаломе и в 2007 году в слаломе, а также 18-е место в 2021 году в комбинации.
В 2002 году Кристиан Хавьер дебютировал на зимних Олимпийских играх 2002 года в американском Солт-Лейк-Сити. Аргентинец выступил сразу в четырёх дисциплинах. Самого лучшего результата Симари Биркнер добился в слаломе, заняв 17-е место и уступив чемпиону Игр французу Жан-Пьеру Видалю более 5 секунд. В гигантском слаломе аргентинец остался на 30-м месте, а в скоростном спуске и в комбинации он был дисквалифицирован.
На зимних Олимпийских играх 2006 года в Турине Симари Биркнер стартовал лишь в трёх дисциплинах. Дважды на Играх аргентинский горнолыжник занял 23-е место (гигантский слалом, суперкомбинация), а вот в слаломе ему не удалось завершить соревновательную программу.
Впервые во всех пяти дисциплинах соревновательной программы Кристиан выступил в 2010 году на зимних Олимпийских играх в Ванкувере, но при этом Симари Биркнер всего лишь раз смог попасть в тридцатку сильнейших, заняв 26-е место в слаломе. В гигантском слаломе аргентинец занял 34-е место, а в скоростном спуске и вовсе остался лишь 55-м. В суперкомбинации и в супергиганте Симари Биркнер не завершил соревнования.
В 2014 году Кристиан Хавьер выступил на своих 4-х зимних Олимпийских играх. Вновь, как и 4 года назад, ему было доверено нести флаг своей страны на церемонии открытия Игр. Аргентинский горнолыжник принял участие в четырёх дисциплинах, заявленных на Играх. В суперкомбинации Биркнер показал свой лучший результат, заняв итоговое 29-е место. В скоростном спуске Кристиан показал 40-й результат, в супергиганте стал 47-м, а в гигантском слаломе занял 40-е место. Единственной дисциплиной, в которой Кристиан не смог добраться до финиша стал слалом.

## Результаты

### Олимпийские игры
| Олимпийские игры    | Скоростной спуск | Супергигант | Гигантский слалом | Слалом      | Комбинация  | Команды     |
| ------------------- | ---------------- | ----------- | ----------------- | ----------- | ----------- | ----------- |
| 2002 Солт-Лейк-Сити | DSQ1             | —           | 30                | 17          | DSQ1        | н/д         |
| 2006 Турин          | —                | —           | 23                | DNF1        | 23          | н/д         |
| 2010 Ванкувер       | 55               | DNS1        | 34                | 26          | DNF2        | н/д         |
| 2014 Сочи           | DNS1             | 47          | 40                | DNF1        | 29          | н/д         |
| 2018 Пхёнчхан       | не выступал      | не выступал | не выступал       | не выступал | не выступал | не выступал |
| 2022 Пекин          | не выступал      | не выступал | не выступал       | не выступал | не выступал | не выступал |

### Чемпионат мира
| Чемпионат мира           | Скоростной спуск | Супергигант | Гигантский слалом | Слалом | Комбинация | Команды | Паралл. гигантский слалом |
| ------------------------ | ---------------- | ----------- | ----------------- | ------ | ---------- | ------- | ------------------------- |
| 1997 Сестриере           | —                | 47          | DSQ2              | 26     | 21         | н/д     | н/д                       |
| 1999 Вэйл                | —                | 41          | 35                | DNF1   | —          | н/д     | н/д                       |
| 2001 Санкт-Антон         | DNS1             | 41          | DNF1              | DNF1   | —          | н/д     | н/д                       |
| 2003 Санкт-Мориц         | —                | —           | 17                | 25     | —          | н/д     | н/д                       |
| 2005 Бормио              | —                | —           | 23                | DNF2   | —          |         | н/д                       |
| 2007 Оре                 | —                | —           | 30                | 17     | DNF        |         | н/д                       |
| 2009 Валь-д'Изер         | —                | —           | 25                | DNF1   | —          | н/д     | н/д                       |
| 2011 Гармиш-Партенкирхен | —                | DNF1        | 42                | 29     | DNF1       |         | н/д                       |
| 2013 Шладминг            | 45               | 57          | 41                | 30     | 22         |         | н/д                       |
| 2015 Вейл/Бивер-Крик     | 43               | 43          | 36                | 31     | 35         | —       | н/д                       |
| 2017 Санкт-Мориц         | 45               | —           | 39                | DNF2   | 35         | —       | н/д                       |
| 2019 Оре                 | —                | —           | 70                | 51     | —          | 1/8     | н/д                       |
| 2021 Кортина-д’Ампеццо   | —                | —           | 27                | 27     | 18         | —       | —                         |
| 2023 Куршевель           | —                | —           | —                 | 44     | —          | —       | —                         |

## Личная жизнь
- У Кристиана есть сын — Феликс Артуро.
- Многочисленные родственники Симари Биркнера также занимаются горными лыжами и многие из них выступали на зимних Олимпийских играх:
  - сестра — Макарена Симари Биркнер (2002, 2006, 2010, 2014)
  - сестра — Мария Белен Симари Биркнер (2002, 2006, 2010)
  - тётя — Каролина Биркнер (1988)
  - тётя — Мария Магдалена Биркнер (1984, 1988)
  - дядя — Игнасио Биркнер (1988)
  - дядя — Хорхе Рауль Биркнер (1984, 1988)
  - двоюродный брат Хорхе Биркнер Кетелон (2014)